# Ariel Olascoaga
Ariel Olascoaga Gutiérrez (Treinta y Tres, 26 de agosto de 1929 - 26 de agosto de 2010) foi um basquetebolista uruguaio que integrou a Seleção Uruguaia que conquistou a Medalha de bronze disputada nos XVI Jogos Olímpicos de Verão de 1956 realizados em Melbourne, Austrália.